# Résidence (quartier)
Pour les articles homonymes, voir Résidence.
Résidence est un quartier de la ville de Villeneuve-d'Ascq dans le département du Nord.

## Dénomination
Le quartier doit son nom à son urbanisme : c'est un ensemble de résidences collectives.
Il s'appelait à l'origine le quartier des Bois Blancs, nom du lieu-dit s'étendant d'Annappes jusqu'à la ferme Dupire (Triolo).

## Géographie

### Délimitation
Le quartier est cerné par la rue Trémière à l'ouest et la rue de la Station ; la voie ferrée et la rue de Lille au nord ; la rue Marcel Bouderiez et la rue des Enfants de Sarajevo à l'est ; la rue des Fusillés au sud.

## Histoire
Autrefois, le territoire du quartier faisait partie de la commune d'Annappes.
Le quartier, antérieur à la création de la ville de Villeneuve-d'Ascq, a été construit entre 1958 et 1970, en même temps que celui de la Poste.
En 1976, l'école Jean-Philippe-Rameau est inaugurée.
En 2007, des travaux ont été réalisés sur le boulevard Georges Bizet, la rue des Frênes et la Place de Verdun. La largeur du boulevard a été rétrécie de moitié pour faire des parkings. L'église a été rénovée en 2008.
La Résidence est classée quartier prioritaire, comptant 2 376 habitants en 2018 pour un taux de pauvreté de 40 %. De mai 2015 à juillet 2018, des travaux de rénovations sont entrepris dans le quartier. Ils sont financés par la Métropole européenne de Lille à hauteur de 3,5 millions € et par la mairie à hauteur de 345 000 €. Les travaux touchent les rues Decugis, des Tilleuls, des Platanes, du Romarin, des Saules, des Hêtres et Bouderiez.

## Urbanisme
Le quartier a été créé en tant que Zone à urbaniser en priorité (ZUP).

## Sites remarquables
- Église de la Nativité (1963).

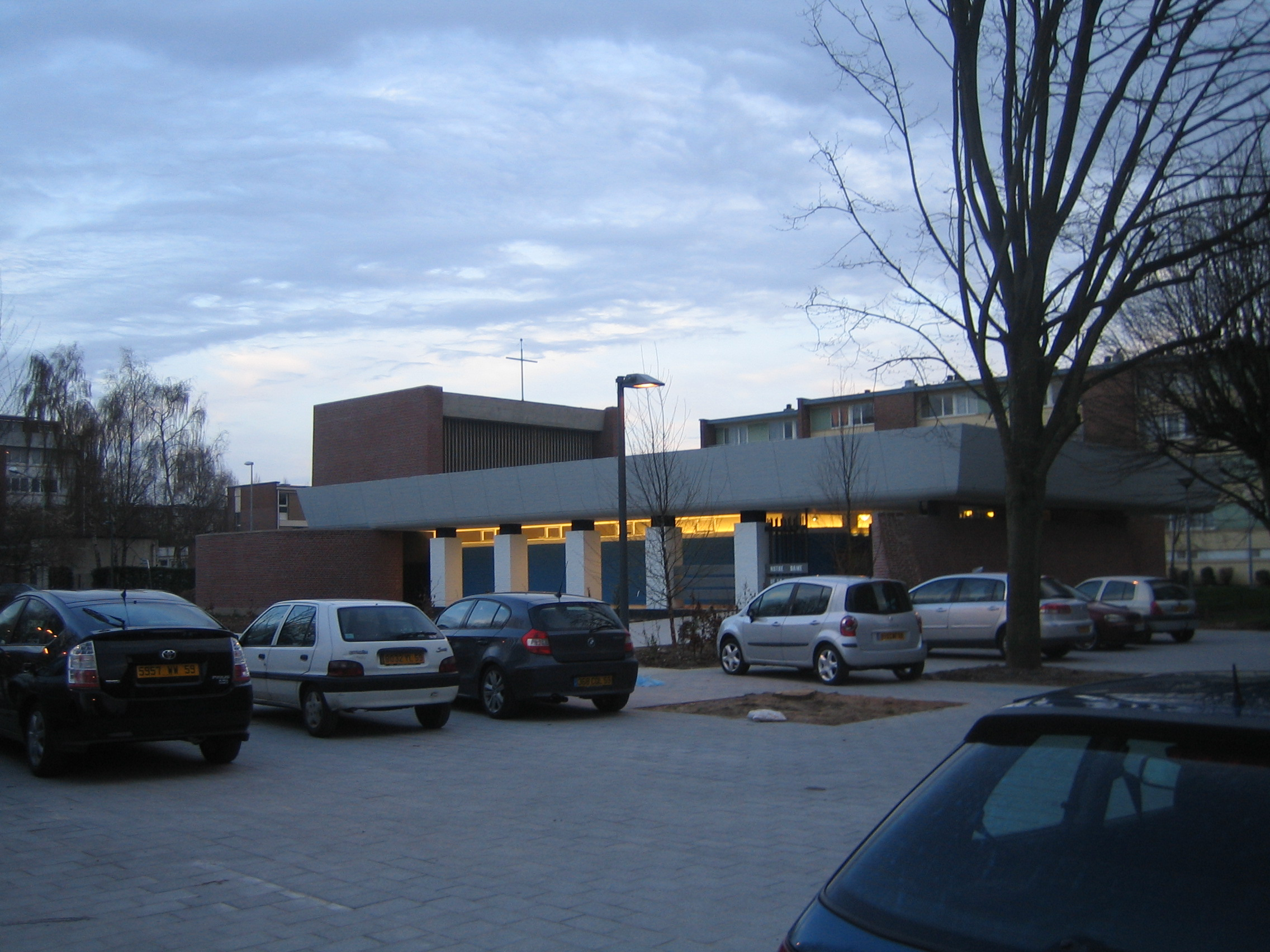
Église de la Nativité

- Mosquée Attaoubah, préfabriqué blanc rue Offenbach.
- Place de Verdun.

## Transport
- Le quartier est desservi par Ilévia par les lignes de bus suivantes : 32,34,L6